# 埃泽凯尔·凯姆伯伊
埃泽凯尔·凯姆伯伊（Ezekiel Kemboi Cheboi，1982年5月25日—）是一名肯尼亚田径运动员，他是2004年奥运会和2012年奥运会3000米障碍赛冠军，以及世界田径锦标赛2009年、2011年、2013年和2015年3000米障碍赛冠军。